# Polska (zespół muzyczny)
Polska – zespół rockowo-punkowy, grający głównie muzykę Oi!. 
W swojej twórczości inspirował się apolityczną odmianą ruchu skinheads. Powstał na gruzach Ramzes & The Hooligans w 1989 roku z inicjatywy basisty Bogdana Szewczyka.

## Dyskografia
- Silni, zwarci i gotowi(kaseta)

1. Musisz być silny
2. Ratuj kraj
3. Bagnet na broń
4. Popatrz właśnie tu się urodziłem
5. Nasza walka
6. Płonie Moskwa
7. Hej chłopcy
8. Naprzód 23 Rydułtowy
9. Niedziela
10. Światło
11. Młodzież z krańców wielkich miast
12. Skok na kiosk
13. Rydułtowy
14. 77
15. Zwykły szary dzień
16. Dwa pedały
17. Ojcze nasz/My jesteśmy banda
18. Czekam z utęsknieniem
19. Ja wiem

Cześć utworów z tej kasety to covery Ramzes & The Hooligans.
- Mocne uderzenie

1. Intro
2. Gdzie są chłopcy z tamtych lat
3. Nie o Tobie dzisiaj myślę
4. Uwierz mi Lilly
5. 300 tysięcy gitar
6. Stary niedźwiedź
7. Mamo nasza mamo
8. W Markowicach stanął w ogniu dom
9. Autostop
10. Dlaczego pada deszcz
11. Gdzie dziewczyny z tamtych lat
12. Chodź pójdziemy tam

- Mocne uderzenie – CD, 2009 Olifant Records

1. Intro
2. Gdzie są chłopcy z tamtych lat
3. Nie o Tobie dzisiaj myślę
4. Uwierz mi Lilly
5. 300 tysięcy gitar
6. Stary niedźwiedź
7. Mamo nasza mamo
8. W Markowicach stanął w ogniu dom
9. Autostop
10. Dlaczego pada deszcz
11. Gdzie dziewczyny z tamtych lat
12. Chodź pójdziemy tam
13. Musisz być silny (BONUS)
14. Młodzież z krańców wielkich miast (BONUS)
15. Skok na kiosk (BONUS)
16. Biała siła (BONUS)
17. Nasza walka (BONUS)
18. Hej chłopcy (BONUS)
19. Płonie Moskwa (BONUS)
20. Bagnet na broń (BONUS)
21. Zwykły szary dzień (BONUS)
22. Silni, zwarci, gotowi (BONUS)
23. Rydułtowy (BONUS)
24. Ratuj kraj (BONUS)
25. Ja wiem (BONUS)
26. Popatrz właśnie tutaj się urodziłem (BONUS)
27. Wy jesteście skurwiele (BONUS)
28. Wielkanoc (BONUS)
29. Chodź pójdziemy tam (BONUS)
30. Na tej polskiej ziemi (BONUS)
31. Utw.Instrumentalny (BONUS)

## Składanki
- Oi! Dla Ojczyzny Vol. 1